# پائولا ۲۹۷۳
سیارک ۲۹۷۳ (به انگلیسی: 2973 Paola، نامگذاری:1951AJ) دو هزار و نهصد و هفتاد و سومین سیارک کشف شده‌است که در ۱۰ ژانویه ۱۹۵۱ کشف شد.
قدر مطلق سیارک برابر ۱۲٫۹۰ است.